# Paralimnophila mossmanensis
Paralimnophila mossmanensis là một loài ruồi trong họ Limoniidae. Chúng phân bố ở miền Australasia.